# JNR-Klasse 115
Die Klasse 115 (jap. 国鉄115系電車, kokutetsu 115-kei densha) ist ein elektrischer Triebwagenzug, der ursprünglich von der Staatlichen Eisenbahn Japans entwickelt wurde und heute von der East Japan Railway Company (JR East), der West Japan Railway Company (JR West) und der Shinano Tetsudō betrieben wird.

## Geschichte
Mit der fortschreitenden Elektrifizierung der japanischen Regionalbahnstrecken in den 1950er Jahren wuchs der Bedarf an einem leistungsfähigen Triebzug, der in der Lage war, auch größere Steigungen in den bergigen Regionen des japanischen Binnenlandes zu bewerkstelligen. Die Baureihen 111 und 113, die zuvor entwickelt worden waren und äußerlich große Ähnlichkeiten zur Baureihe 115 aufweisen, waren mit einer Leistung von 100 kW nicht auf diese Einsatzregionen ausgelegt, so dass nur kurze Züge gebildet werden konnten, um die Steigung überwinden zu können. Darüber hinaus waren die Baureihen 111 und 113 nicht für kaltes, schneereiches Wetter in den Wintermonaten konzipiert.
Die Entwicklung der Baureihe 115 wurde 1963 mit der Version 115-0 abgeschlossen, die zunächst auf der Takasaki-Linie zum Einsatz kam. In der 20-jährigen Produktionszeit der Baureihe 115 wurde eine Vielzahl an Varianten zu unterschiedlichen Einsatzzwecken hergestellt. Insgesamt wurden über 2.000 Einheiten produziert.
Nach der Privatisierung der Japanese National Railways gingen die Züge in den Besitz der JR East, der JR West und der Shinano Tetsudō über. Die meisten Züge wurden mittlerweile ertüchtigt und mit verbesserten Motoren ausgestattet. Je nach Einsatzregion sind die Züge der Baureihe 115 unterschiedlich lackiert.

## Modelle
- Steuerwagen (クモハ115形)
- nicht angetriebener Mittelwagen (モハ115形)
- nicht angetriebener Mittelwagen mit Umformer und Luftkompressor (モハ114形)
- Endwagen; Toiletten (クハ115形)
- angetriebener Mittelwagen (サハ115形)

## Varianten

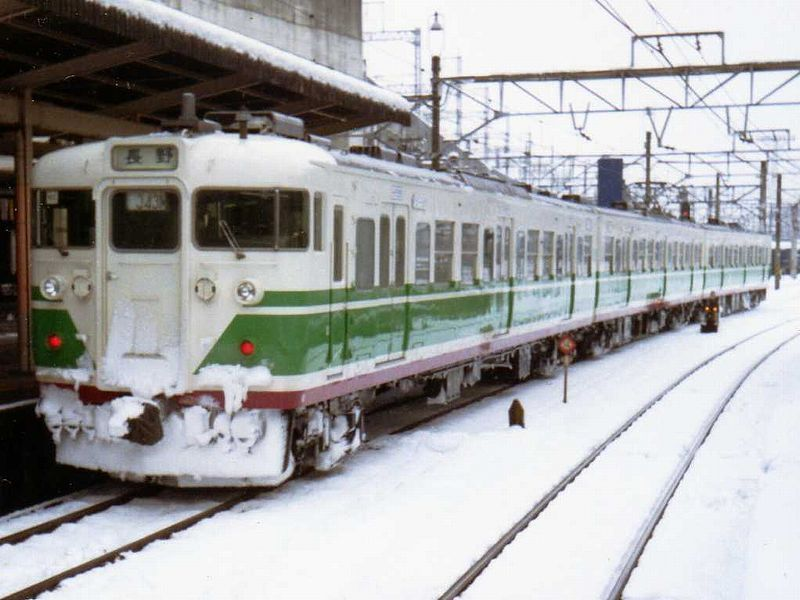
Baureihe 115 im Winter in Nagano

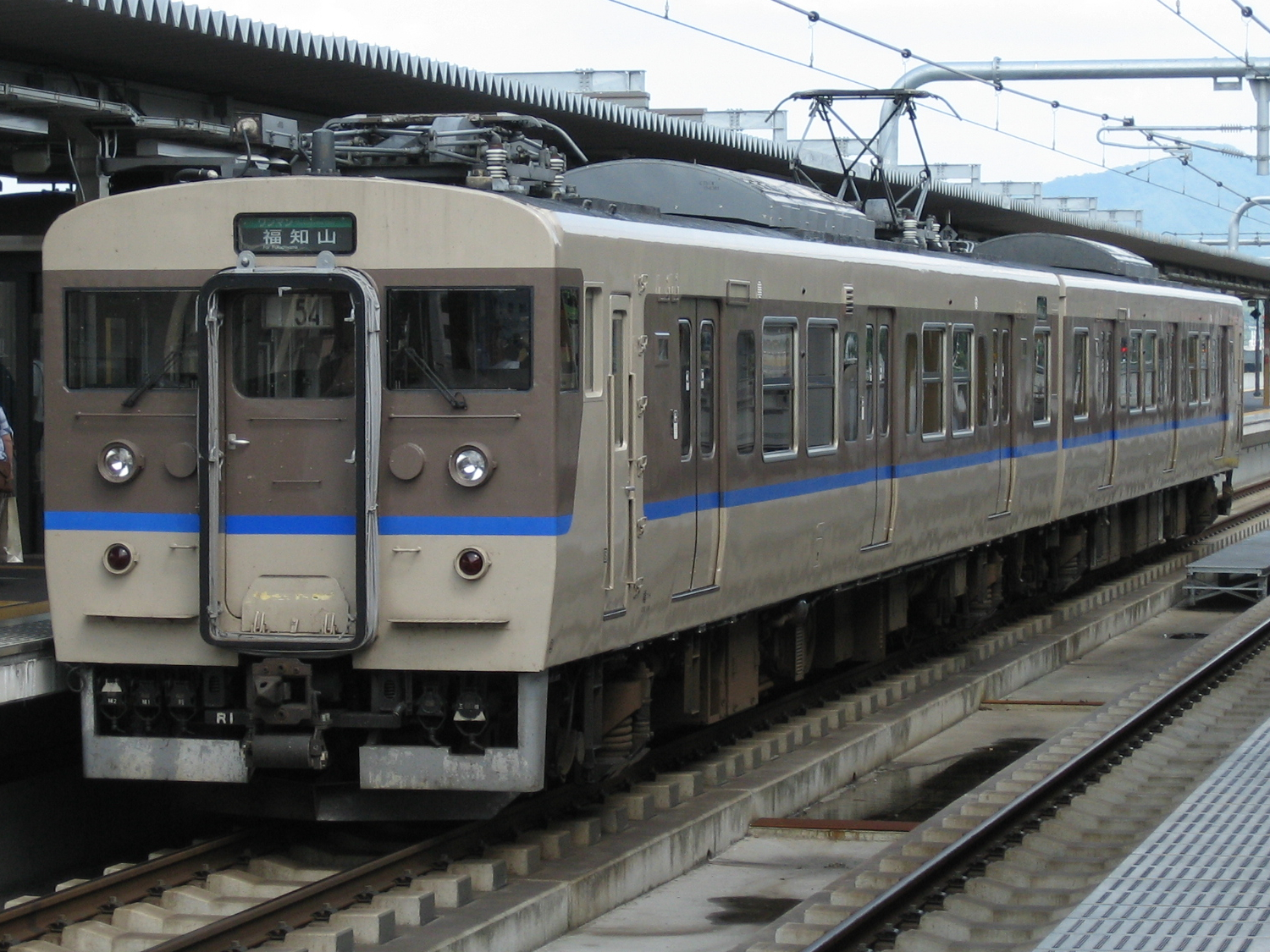
Von der restlichen Baureihe sich unterscheidende Front der Baureihe 115-6000

### 115-0
Erste Serie, die weitestgehend auf der Klasse 113 basierte, aber für kaltes, schneereiches Wetter ausgelegt war.

### 115-300
1973 eingeführte, klimatisierte Serie.

### 115-1000
1978 eingeführte Serie mit erweitertem Sitzabstand und verbesserter Leistung bei schlechtem Wetter.

### 115-2000
Für die Regionen um Hiroshima, Shomonoseki und Shizuoka entwickelte Serie, die weitestgehend auf der Serie 115-1000 basierte.

### 115-3000
Version mit nur zwei Türen, die ab 1982 die Züge der Klasse 153 in der Shimonoseki-Region ersetzte.

### 115-6000
Garnitur aus zwei Wagen der JR West, bei der an zwei ursprünglich nicht angetriebenen Mittelwagen neue Führerstände angefügt wurden.

## Eingesetzte Linien

### JR East
- Agatsuma-Linie
- Chūō-Hauptlinie
- Hakushin-Linie
- Jōetsu-Linie
- Musashino-Linie
- Ōito-Linie
- Ryōmō-Linie
- Shin’etsu-Hauptlinie
- Shinonoi-Linie
- Yahiko-Linie
- Echigo-Linie

### JR West
- Hakubi-Linie
- Maizuru-Linie
- Sagano-Linie
- Sanin-Linie
- Sanyō-Linie

### JR Central
Die von JR Central eingesetzten Züge gehören der JR East.
- Iida-Linie
- Chūō-Hauptlinie

### Shinano Tetsudō
- Shinano-Linie